# 下田菊太郎
下田 菊太郎（しもだ きくたろう、1866年6月14日（慶応2年5月2日） - 1931年（昭和6年）12月26日）は、日本の建築家。秋田県出身。
アメリカ合衆国の建築設計事務所での勤務後、横浜に建築事務所を開設した。昭和初期の官庁建築等に広く用いられた帝冠様式を初めて提案したことでも知られる。当時の建築界では異色の存在で、自ら「建築界の黒羊」と称した。

## 経歴
1866年、佐竹藩士・下田藤右衛門（幼名、勇助。後に順忠）の次男として、秋田県角館町（現仙北市）に生まれた。1871年（明治4年）一家で秋田市に転居。明治13年（1880年）秋田師範学校中学予備科に入学したが、1882年（明治15年）6月に中途退学して上京、工部大学校入学を志した。工部大学校を受験するための予備校として1882年9月、慶応義塾に入学したが、慶応は外国人教師が多く、工部大学校の入学試験の準備には適さなかったため同年12月に辞めている。中学師範予備科の先輩で当時工部大学校鉱山科の三年生であった石田八弥の助言に基づき、三田英語学校に転校した。1883年（明治16年）3月に工部大学校を受験、受験生1,000名以上、合格50名中、47位で合格、入学した。2年間予科で学んだ後、1885年（明治18年）専門科の造家科に進学。同期に横河民輔がいる。
1886年（明治19年）9月に父が急逝し、学資を得るために海軍貸費生になる。すると、精神的な不安から逃れるため、しだいに進化論などの書物を読みあさり、フランス派ゆえに主流派となれず文部省にいた山口半六の教えも受けていた。また、「欧米の建築一般」を翻訳したり、東京英語学校や三田英語学校などの講師としてアルバイトにも熱中するようになった。
このため、担当教授の辰野金吾の無味乾燥な建築学の講義に物足りなく、次第にそりが合わなくなり、卒業制作の相談等に支障が生じ、1887年（明治20年）大学校を中退する。文部省営繕課技術長であった山口の好意により、文部省営繕課に雇われる。また「欧米建築一般」という住宅の紹介書を出版。この原稿料と父の遺産とを家族の生活費とし、他に錦城学校や別荘などの設計監理で資金を得て渡米する。
1889年にアメリカに渡り、ニューヨークの建築家ページ・ブラウン建築設計事務所に就職。1892年シカゴ万国博覧会 (1893年)カリフォルニア館コンペに下田は個人で応募して落選するが、ブラウンが当選し、現場管理副主任としてシカゴへ赴任して実績をあげる。カリフォルニア州のパビリオンの現場監理を任されたとき、万博工事総監督のダニエル・バーナムに師事し、鋼骨建築法を学ぶ。同年誕生日にアメリカ国籍を取得し、アメリカ人と結婚した。鋼骨建築の研究をさらに希望してバーナムの事務所へ移籍し、リライアンスビルなどの鋼骨建築の設計に従事する機会に恵まれる。
1895年にシカゴに建築設計事務所を設立して独立し、米国免許建築家試験に合格した。（米国イリノイ州シカゴ市1897年第471号 免許建築技師）短期間だがフランク・ロイド・ライトの下で働いたこともあるという。1896年（明治29年）、片山東熊が東宮御所（赤坂離宮）造営技監として訪米した際、バーナムを片山が紹介。この紹介の労に対し宮内省から明治42年、金500円下賜される。
米西戦争が起こり経済界の恐慌と共に建築事業が緩慢になったこともあり、1898年に帰国し、東京に事務所を開設し、低廉鋼鉄建築法を普及しようと事務所を開設するが、かつての師辰野金吾の妨害にあい、1901年に横浜市に横浜に外国人専門の設計施工業会社を営む下田築造合資会社を開設した。その間アメリカで身に着けた語学力で、横浜の外国人社会とも交流した。なお、東京帝国大学に「鉄骨構造」の講義がようやく開始されるのは1903年である。講師は下田と同期生横河民輔であった。
横浜で明治6(1873)年９月に創業し、関東大震災で崩壊したグランドホテル（現在のホテル・ニューグランドとは資本も経営陣も全く異なる）が、明治34(1901)年に、老朽化したので新築が予定されたときに、下田は依頼を受け建築計画を作成した。
1909年（明治42年）事業挽回を期し東洋一の商業地上海に家族と移り住んで当地で活動を展開、国際派の建築家として活動した。その間、日本郵船の上海旋滙山　碼頭の桟橋の設計を手掛けた。
神戸のトアホテル(1908年開業)でホテル建築の実績をあげた下田に1911年に帝国ホテル支配人から書面にて帝国ホテルの設計依頼があり、これを受ける。略設計2案を携え帰朝、その意匠は欧米の模倣を避け大ホテルの屋根型折衷併合式を採用。後にフランク・ロイド・ライトに設計者が変更された。ライトの設計内容を知った下田は盗作と主張し、帝国ホテルに抗議を行った。この著作権をめぐって7 - 8年争い、下田の相当な要求を、ホテル重役が了承し解決をみる。
1916年（大正5年）、太平洋学術会議に参加し、耐震構造に関し、内藤多仲らと討論。1918年（大正7年）再度渡米。鉄銅時価が暴落し、議院建築、博物館、図書館の建築研究を行い資料を集める。1919年帰国。

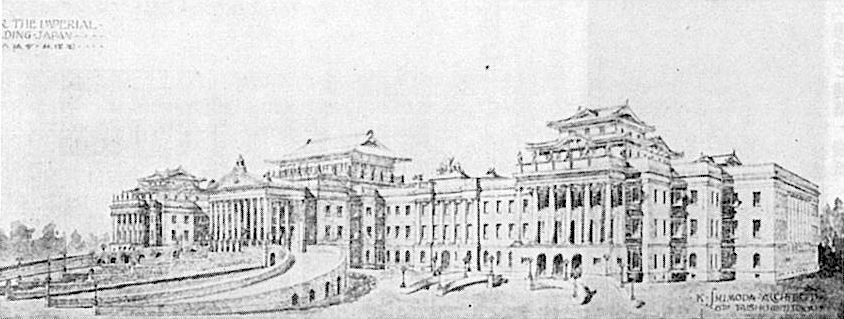
帝国議会設計案

1918年に帝国議会の設計競技が行われる。1919年、青山憲法記念館に陳列された議院建築懸賞当選図案を下田は欧米型3、4等流の直写的模倣と批判、当選案にも大きな不満を持ち、洋風建築の上に日本式の瓦屋根を載せる帝冠併合式（後に帝冠様式と呼ばれる）を提案した。
1920年、帝冠併合式意匠の主張を活版小冊子を作って友人や主宰当局や議員らに配布。1920年・1922年の議会で設計変更の請願が採択されたが、建築界からはほとんど無視された。意匠変更請願は建築当局も採用せず、下田は繰り返し反論を展開、執拗に変更を迫った。
その後帝冠併合式の様式は九段軍人会館コンペ当選案や、神奈川県庁舎などで、下田の主張する帝冠様式の範時に属するものが出現していく。
1926年、スイス・ジュネーブ国際連盟会館コンペに応募し落選する。

## 主な作品

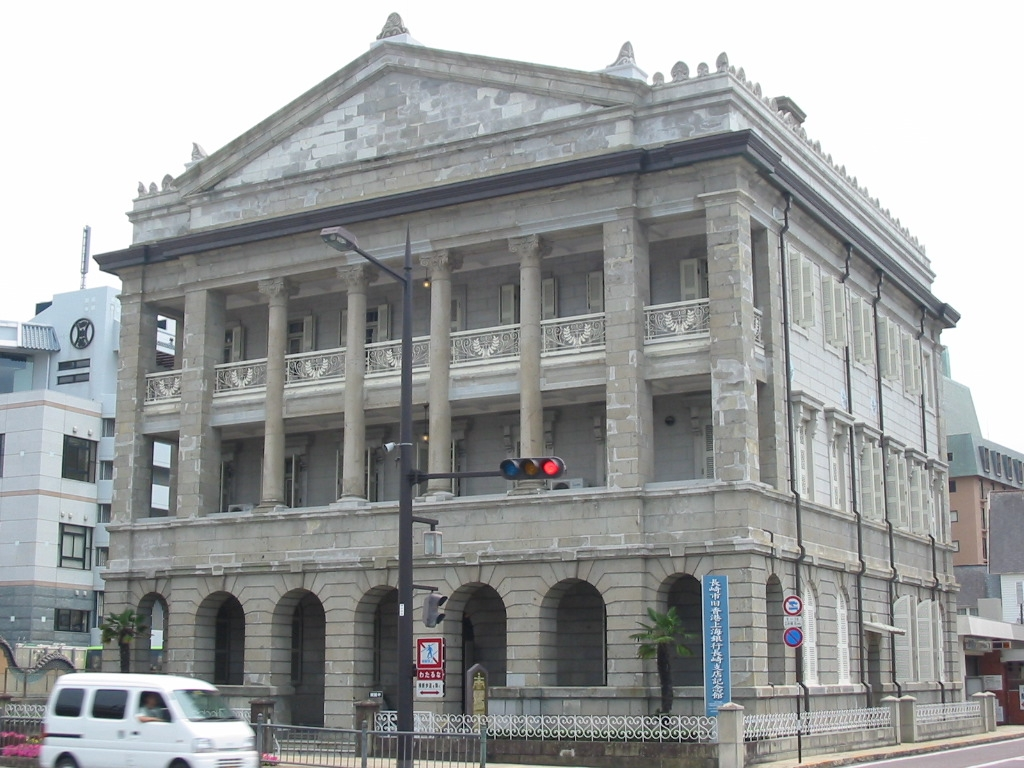
旧香港上海銀行長崎支店

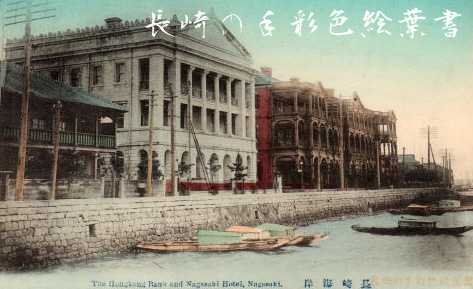
明治の旧香港上海銀行長崎支店

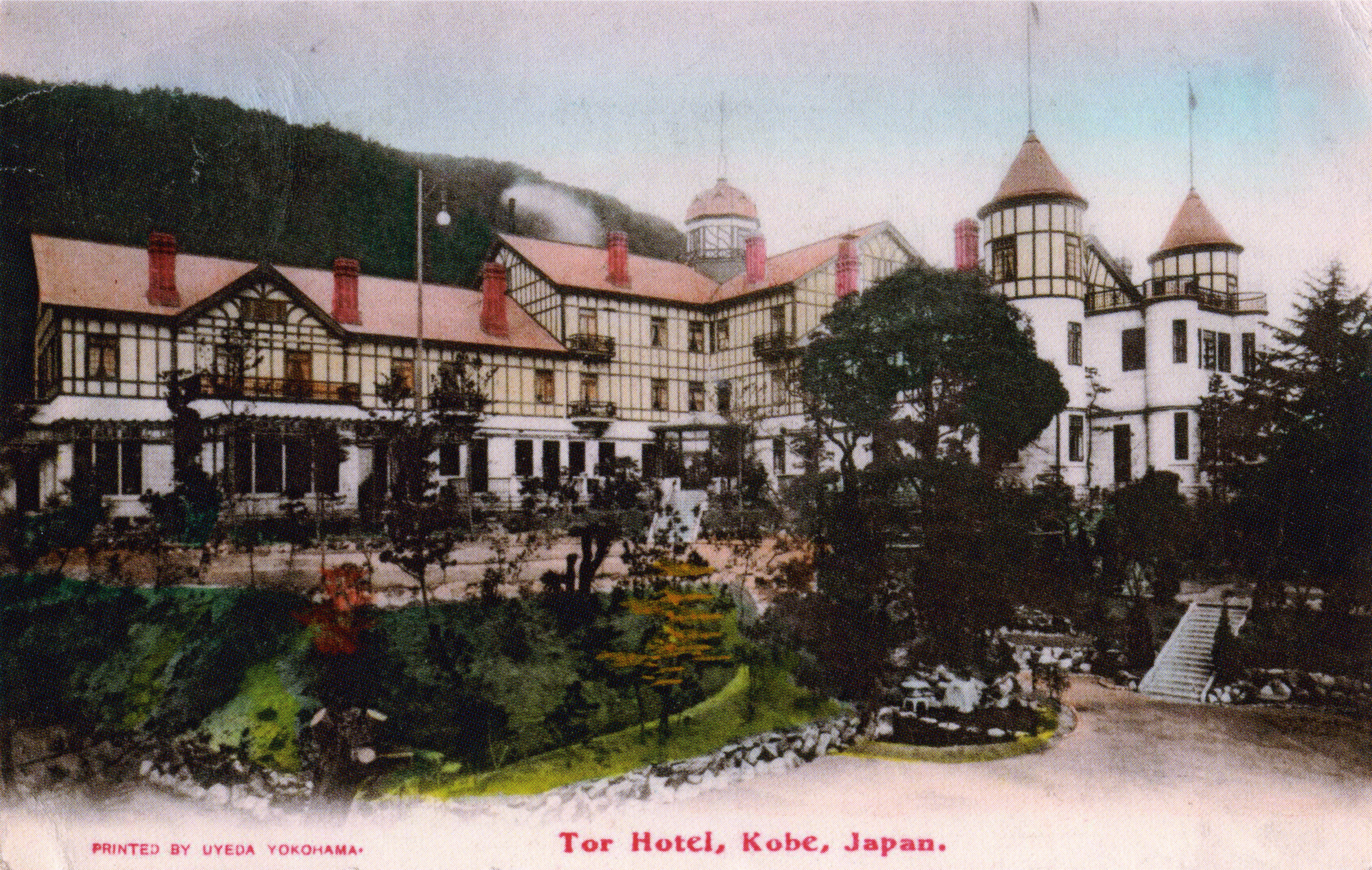
トアホテル

- 香港上海銀行長崎支店（現 旧香港上海銀行長崎支店記念館、1904年、重要文化財）[注 1]
- スタンダード石油横浜支店（1904年、指名コンペ当選　現存しない）
- トアホテル（1908年、現存しない）
- 横浜山手町米国海軍病院（1908年）
- 東宮御所の鋼骨構造を委嘱
- ウィルキンソン炭酸工場の基本設計[11]　ただし、ウィルキンソンは、下田築造合資会社に対して、損害賠償訴訟を提訴しており、大審院判決まで争われた[12]。
- 上海総会 室内設計（現 東風飯店、1912年）[注 2]
- 杉村楚人冠記念館　(竣工年不明　平家部のみ下田の設計)
- 上海ではそのほか日本民団小学校、邸宅、商会、上海滞山鳩頭桟橋、日本人倶楽部などを手がけたという。

## 著書
- 『欧米建築』下田菊太郎、1889年6月。doi:10.11501/846180。
- 『思想と建築』聖城社印刷所、1928年12月。 NCID BA34553252。
- 新式耐火、耐震、耐風、防湿、防寒、遮音、衛生、軽量、耐久、家屋建築法（1898年）
- 建築セントスル御方へ（1912年）

## 小説
- 林青梧『文明開化の光と闇　建築家下田菊太郎伝』相模書房、1981年3月。全国書誌番号:81020767。
- 篠田真由美『翡翠の城　建築探偵桜井京介の事件簿』講談社、2001年7月13日。ISBN 978-4062731980。